# エジソン効果
エジソン効果（エジソンこうか、英: Edison effect）とは、白熱電球の中へ正電位にある金属板（プレート）をおくと、加熱されたフィラメントを陰電極として、プレートとの間に真空を通して電流が流れる現象をいう。熱電子放出（Thermionic emission）の研究の始まりとしても知られる。
1883年にトーマス・エジソンが白熱電球のフィラメントの劣化の研究中にフィラメントを金属箔で覆うと金属箔とフィラメントの間に電流が流れるのを観測した。金属内の自由電子の運動エネルギーが仕事関数よりも大きくなって、金属表面を飛び出すことにより電流が流れることが、オーエン・リチャードソンによって示された（1910年）。このため、リチャードソン効果とも呼ばれることがある。
飛び出す電子の数 {\displaystyle N} はリチャードソン＝ダッシュマンの式で与えられる。
{\displaystyle Ne=AT^{2}e^{-W \over kT}}
ここで e は電気素量、T は 金属の温度、W は 仕事関数 、 k はボルツマン定数である。Aはリチャードソン定数と呼び、次の値をとる。
{\displaystyle A={4\pi mk^{2}e \over h^{3}}=1.20173\times 10^{6}{[A/m^{2}K^{2}]}}
ここで m は電子質量、h は プランク定数である。リチャードソン＝ダッシュマンの式の左辺は電流密度 J にほかならない。温度が高くなれば飛び出す電子の量が増え、すなわち電流が大きくなる。しかし飛び出した電子の運動エネルギーはボルツマン分布にしか従わない。電子銃など、より高エネルギーの電子線を得るには飛び出した電子を電位差などを使ってさらに加速させる必要がある。
エジソンは特許をとっているが、それ以上の研究を行わなかった。のちにジョン・フレミングによって研究が行われ、真空管（2極管）の発明（1904年）の元になった。
強い電界を掛けることで、電子を放出しやすくなる現象があり、ショットキー効果という。